# ドンテコルテ
もしかして
- ドンデコルテ

ではありませんか？